# 中村勇太 (政治家)
中村 勇太（なかむら はやと、1986年（昭和61年）10月18日 - ）は、日本の政治家。衆議院議員（1期）。元茨城県議会議員（2期）。議会登録名など主な表記は、中村はやと。

## 経歴
茨城県猿島郡境町出身。千代田区立麹町小学校、芝中学校・高等学校出身。父は衆議院議員を15期務め、建設大臣、科学技術庁長官を歴任した中村喜四郎。父は若い頃から自由民主党所属の衆議院議員として大臣を務めるなど「政界のプリンス」ともてはやされ、本人も幼い頃から「大臣の息子」として注目を集めたが、小学2年生の頃に喜四郎がゼネコン汚職事件で逮捕、有罪判決を受け、周りから「犯罪者の息子」と見られるようになり、政治の道を避けるようになった。
高校2年生の頃、喜四郎が刑期を終えて地元へのお詫び行脚するのに同行したときに、父が支援者から歓迎されたのを目の当たりにして、父の大きさに強く感じ入り、いつか政界に入って地元のために働きたいとの思いを抱くようになった。成蹊大学法学部を卒業後、実家の岩井自動車学校の教員として働く傍ら、喜四郎の秘書も務めた。
2018年に古河市に転居。同年12月9日に行われた茨城県議会議員選挙に古河市選挙区から無所属で立候補し、かつて喜四郎を支えた自民党議員と議席を争い、10,540票を獲得し2位で初当選した。2022年には無投票で再選。
2024年9月24日、父の喜四郎が次期衆院選不出馬と政界引退を表明した。同月26日、長男の勇太が父と同じ茨城7区から無所属で立候補する意向を表明した。
同年10月15日、第50回衆議院議員総選挙が公示され、茨城7区からは自由民主党現職の永岡桂子と無所属の中村勇太の2人が立候補した。中村は「野党系」であることを称し、立憲民主党は独自候補を出さない「自主投票」の形であったものの、その支持母体である連合は公示直前に中村を「推薦」に次ぐ「支援」候補にすることを決定した。また、日本共産党は茨城1区から6区までそれぞれ候補者を立てたが、7区のみ外し、事実上与野党一騎打ちの戦いに持ち込んだ。10月17日に読売新聞が序盤情勢を発表し、「永岡と中村がしのぎを削る」と報じた。喜四郎は、「世襲制限」を掲げる立憲民主党に配慮し、街頭演説は控えたものの、支持者回りなどの形でバックアップした。選挙区内の首長8人と県議8人は全員が自民系で、永岡が圧倒的有利とみられていたが、同党に対しては裏金問題や統一教会問題、10月23日に発覚した非公認候補への2000万円支給問題などで逆風が吹き荒れた。10月27日の投開票の結果、中村が初当選した。自民党は比例北関東ブロックで7議席を獲得。永岡は3番目の惜敗率で7期目の当選を果たした。その後の首班指名選挙では1回目、2回目共に野田佳彦に投票した。

## 親族
- 祖父：中村喜四郎（先代） - 参議院議員
- 祖母：中村登美 - 参議院議員
- 父：中村喜四郎 - 衆議院議員、建設大臣、科学技術庁長官

## 選挙
| 当落 | 選挙                     | 執行日         | 年齢 | 選挙区       | 政党   | 得票数    | 得票率 | 定数 | 得票順位 /候補者数 | 政党内比例順位 /政党当選者数 |
| ---- | ------------------------ | -------------- | ---- | ------------ | ------ | --------- | ------ | ---- | ------------------ | ---------------------------- |
| 当   | 2018年茨城県議会議員選挙 | 2018年12月9日  | 32   | 古河市選挙区 | 無所属 | 1万540票  | 23.17% | 3    | 2/5                | /                            |
| 当   | 2022年茨城県議会議員選挙 | 2022年12月11日 | 36   | 古河市選挙区 | 無所属 | ーー票    | ーー   | 3    | /3                 | /                            |
| 当   | 第50回衆議院議員総選挙   | 2024年10月27日 | 38   | 茨城県第7区  | 無所属 | 8万7187票 | 53.03% | 1    | 1/2                | /                            |